# Subsidiaritetsprincipen
Subsidiaritetsprincipen eller närhetsprincipen är en princip som innebär att beslut ska fattas på den lägsta ändamålsenliga nivån. Till detta bör också läggas högre nivåers skyldighet att stödja lägre nivåer. Principen är grundläggande för Europeiska unionens funktionssätt.

## Stöd
Ordet subsidiaritet härrör från det latinska ordet subsidium som betyder stöd. Innebörden i detta är att en gemenskap har en stödjande funktion gentemot sina medlemmar. Hur detta stöd bör se ut skiljer sig naturligtvis beroende på vilken gemenskap vi talar om. Familjens stöd gentemot barnen handlar till stor del om att fostra och ge kärlek, medan kommunens roll visavi sina invånare är av annan art och i vissa fall kan handla om rent kontantstöd, till exempel när det gäller socialbidrag.
Men stödet kan också handla om, att då en gemenskap på mellanliggande nivå begår en oförrätt gentemot sina medlemmar, då har en överordnad gemenskap en skyldighet att gå in och stötta dessa. 
Det stöd som ges av överordnade gemenskaper måste vara utformat så att det inte inskränker friheten för dem som får del av stödet. Stödet får inte innebära att mottagarens självbestämmande riskeras. Ett sant stöd enligt subsidiaritetsprincipen måste vara hjälp till självhjälp. 

## Makt på rätt nivå
Subsidiaritetsprincipen utgår ifrån synen att samhällsgemenskapen byggs underifrån och uppåt. Makten kommer underifrån och det är bara i de fall där en gemenskap inte på ett ändamålsenligt sätt kan sköta och besluta i en uppgift som den skall flyttas till en högre nivå. I de fall en överordnad gemenskap vill överta en uppgift ligger bevisbördan på denna att visa att uppgiften sköts mer ändamålsenligt på den högre nivån. Om den överordnade gemenskapen skulle överta en uppgift trots att så inte är fallet är detta att anse som en kränkning av den underordnade gemenskapens rätt. 
Detta synsätt innebär också att beslut i vissa fall bör flyttas till en högre nivå. Ibland kan en sådan högre nivå behöva skapas för vissa beslut och verksamheter. (Om så sker skall denna begränsa sin verksamhet till de uppgifter som inte kan skötas på ett ändamålsenligt sätt på lägre nivåer. Uppgifter därutöver skall inte övertas.

## Europeiska unionen
Subsidiaritetsprincipen är en av de principer som ligger till grund för hur Europeiska unionen (EU) ska organiseras. På de områden där beslut kan fattas både av medlemsstaterna själva och av EU centralt används subsidiaritetsprincipen för att avgöra genom en subsidiaritetsprövning vilken beslutsnivå som är lämplig. Däremot används inte subsidiaretsprincipen för de områden där EU har exklusiv befogenhet. Då ett beslutsförslag tas fram bedöms och motiveras således om och i så fall hur subsidiaritetsprincipen använts. I EU:s fördrag sammanfattas subsidiaritetsprincipen med två villkor:
1. Den planerade åtgärden kan inte i tillräcklig utsträckning uppnås av medlemsstaterna, vare sig på central nivå eller på regional och lokal nivå;
2. På grund av den planerade åtgärdens omfattning eller verkningar kan den därför bättre uppnås på unionsnivå.

Om en planerad åtgärd uppfyller båda villkoren, uppfyller den subsidiaritetsprincipen.
De nationella parlamenten i EU:s medlemsstater har en mekanism för tidig varning. Om minst en tredjedel av parlamenten varnar med hänvisning till att principen om subsidiaritet har åsidosatts höjs ett "gult kort" och lagförslaget måste ses över. Om en majoritet varnar - och således delar ut ett "orange kort" - måste rådet eller parlamentet om detta omedelbart. Om de logistiska problemen med att komma överens och driva igenom en förändring av förslaget i praktiken övervinns, skulle de nationella parlamentens makt kunna betraktas som en extra lagstiftare utan gemensam debatt eller fysisk plats. Detta är döpt av EU Observer som en "virtuell tredje kammare".

## Kristdemokrati
Subsidiaritetsprincipen, tillämpad även i förhållandet mellan staten och medborgaren, är en av grundpelarna i den kristdemokratiska samhällsynen. Det kristdemokratiska samhällsbygget utgår från samspelet mellan solidaritet och subsidiaritet med utgångspunkt i övertygelsen om människans behov av små nära gemenskaper.